# Charles Levin
Charles Herbert Levin (Chicago, 12 maart 1949 - Selma (Oregon), circa 28 juni 2019) was een Amerikaans acteur.

## Biografie
'Chuck' Levin begon in 1975 als stemacteur in de animatiefilm Everybody Rides the Carousel. Hierna speelde hij rollen in films en televisieseries zoals Annie Hall (1977), Manhattan (1979), This Is Spinal Tap (1984), Hill Street Blues (1982-1986), Falcon Crest (1988) en NYPD Blue (1994-1995). Tot zijn bekendste rollen behoorde een eenmalig optreden als moheel in Seinfeld in 1993. Hij deed mee aan de pilotaflevering van The Golden Girls (1985), maar in de serie werd zijn rol van 'Coco' geschrapt ten gunste van een ander personage.
Levin was ook actief in het theater. Hij maakte in 1980 zijn debuut op Broadway in de musical One Night Stand als 'Sid'. Hierna heeft hij nog eenmaal opgetreden op Broadway, in 1989 tot en met 1992 in de musical City of Angels als understudy voor de rollen van 'Irwin S. Irving' en 'Buddy Fidler'. Hij heeft in 1998 voor het laatst geacteerd.
Levin was getrouwd met Katherine Jean De Hetre, een actrice van Schots-Iers-Nederlandse afkomst, die eind 2007 op 61-jarige leeftijd omkwam bij een auto-ongeluk. Ze hadden twee zoons. 

## Verdwijning en overlijden
Op 8 juli 2019 rapporteerde een zoon van Charles Levin aan de politie dat Levin sinds 28 juni vermist was. In die tijd was hij bezig met een verhuizing. Levin's auto werd gevonden op 12 juli op een afgelegen weg ten noordoosten van Selma, Oregon. Zijn hond Boo Bear lag dood in de auto. Op 13 juli werden in de buurt menselijke resten gevonden, waarvan werd aangenomen dat ze met grote waarschijnlijkheid van Levin waren. Vermoedelijk maakte hij een val van 10 meter, terwijl hij hulp zocht. Zijn lichaam was aangetast door aasgieren. De politie gaat niet uit van een misdrijf of zelfdoding.  Op 15 juli werd bevestigd dat het om het lichaam van Levin ging.

## Filmografie
Een overzicht van de films en series waarin Levin speelde.

### Films
Uitgezonderd korte films.
- 1998 A Civil Action – als geoloog
- 1991 Sins of the Mother – als Tom Brody
- 1990 Opposites Attract – als Marcino
- 1989 Immediate Family – als vader van Eli
- 1989 No Holds Barred – als Ordway
- 1988 The Couch Trip – als tv verslaggever
- 1987 J. Edgar Hoover – als producent
- 1986 The Golden Child – als tv gastheer
- 1985 The Man with One Red Shoe – als CIA tandarts
- 1985 Do You Remember Love – als dr. Raymond Sawyer
- 1984 Ghostbusters – als bruidegom op huwelijksreis
- 1984 This Is Spinal Tap – als manager van Disc and Dat
- 1983 Deal of the Century – als dr. Rechtin
- 1982 Washington Mistress – als Larry
- 1981 Skokie – als rabbijn Steinberg
- 1980 Brothers – als Michael Radford
- 1980 Honeysuckle Rose – als Sid
- 1979 The Seduction of Joe Tynan – als John Cairn
- 1979 Manhattan – als televisieacteur
- 1978 Rush It – als dr. Levy
- 1977 Between the Lines – als Paul
- 1977 Annie Hall – als acteur
- 1975 Everybody Rides the Carousel – als stem

### Televisieseries
Uitgezonderd eenmalige gastrollen.
- 1994 – 1995 NYPD Blue – als Maury Abrams – 4 afl.
- 1987 – 1991 L.A. Law – als Robert Caporale – 2 afl.
- 1990 Capital News – als Vinnie DiSalvo – 13 afl.
- 1987 – 1988 Punky Brewster – als politieagent Bob – 2 afl.
- 1988 Falcon Crest – als Arthur Haberman – 2 afl.
- 1987 Karen's Song – als Michael Brand – 5 afl.
- 1982 – 1986 Hill Street Blues – als Eddie Gregg – 6 afl.
- 1983 – 1985 Alice – als Elliott Novak – 21 afl.

- Library of Congress Control Number: no2014056347
- Virtual International Authority File: 308698226
- WorldCat: E39PBJpjgMpfWp8PMxCJH7HcT3